# A Fidzsi-szigetek a 2004. évi nyári olimpiai játékokon
A Fidzsi-szigetek a görögországi Athénban megrendezett 2004. évi nyári olimpiai játékok egyik részt vevő nemzete volt. Az országot az olimpián 6 sportágban 8 sportoló képviselte, akik érmet nem szereztek.

## Atlétika
Férfi

| Versenyző               | Versenyszám | Előfutam | Előfutam | Előfutam | Elődöntő | Elődöntő | Elődöntő | Döntő   | Döntő    |
| Versenyző               | Versenyszám | Idő      | Hely.    | Össz.    | Idő      | Hely.    | Össz.    | Idő     | Helyezés |
| ----------------------- | ----------- | -------- | -------- | -------- | -------- | -------- | -------- | ------- | -------- |
| Isireli Naikelekelevesi | 800 m       | 1:49,08  | 7.       | 59.      | kiesett  | kiesett  | kiesett  | kiesett | kiesett  |

Női

| Versenyző                   | Versenyszám | Előfutam | Előfutam | Előfutam | Elődöntő | Elődöntő | Elődöntő | Döntő   | Döntő    |
| Versenyző                   | Versenyszám | Idő      | Hely.    | Össz.    | Idő      | Hely.    | Össz.    | Idő     | Helyezés |
| --------------------------- | ----------- | -------- | -------- | -------- | -------- | -------- | -------- | ------- | -------- |
| Makelesi Bulikiobo-Batimala | 400 m       | 53,58    | 6.       | 35.      | kiesett  | kiesett  | kiesett  | kiesett | kiesett  |

## Cselgáncs
Női

| Versenyző          | Versenyszám  | Selejtező                              | Nyolcaddöntő      | Negyeddöntő       | Elődöntő          | Vigaszág első kör | Vigaszág negyeddöntő | Vigaszág elődöntő | Bronz- mérkőzés   | Döntő             | Helyezés |
| Versenyző          | Versenyszám  | Ellenfél Eredmény                      | Ellenfél Eredmény | Ellenfél Eredmény | Ellenfél Eredmény | Ellenfél Eredmény | Ellenfél Eredmény    | Ellenfél Eredmény | Ellenfél Eredmény | Ellenfél Eredmény | Helyezés |
| ------------------ | ------------ | -------------------------------------- | ----------------- | ----------------- | ----------------- | ----------------- | -------------------- | ----------------- | ----------------- | ----------------- | -------- |
| Sisilia Rasokisoki | Félnehézsúly | Keivi Mayerlin Pinto (VEN) · 0000-0021 | kiesett           | kiesett           | kiesett           |                   |                      |                   |                   |                   | 17.      |
| Elina Nasaudrodro  | Könnyűsúly   | Sophie Cox (GBR) · 0000-1010           | kiesett           | kiesett           | kiesett           |                   |                      |                   |                   |                   | 17.      |

## Íjászat
Férfi

| Versenyző | Versenyszám | Selejtező | Selejtező | 64-es főtábla                    | 32-es főtábla     | Nyolcaddöntő      | Negyeddöntő       | Elődöntő          | Döntő             | Helyezés |
| Versenyző | Versenyszám | Pontszám  | Kiemelés  | Ellenfél Eredmény                | Ellenfél Eredmény | Ellenfél Eredmény | Ellenfél Eredmény | Ellenfél Eredmény | Ellenfél Eredmény | Helyezés |
| --------- | ----------- | --------- | --------- | -------------------------------- | ----------------- | ----------------- | ----------------- | ----------------- | ----------------- | -------- |
| Rob Elder | Egyéni      | 583       | 61.       | Pak Kjongmo (KOR) (4.) · 138-154 | kiesett           | kiesett           | kiesett           | kiesett           | kiesett           | 48.      |

## Sportlövészet
Férfi

| Versenyző   | Versenyszám | Selejtező | Selejtező | Döntő   | Döntő    |
| Versenyző   | Versenyszám | Pont      | Helyezés  | Pont    | Helyezés |
| ----------- | ----------- | --------- | --------- | ------- | -------- |
| Glenn Kable | Trap        | 111       | 30.       | kiesett | kiesett  |

## Súlyemelés
Női

| Versenyző | Versenyszám | Szakítás | Szakítás | Lökés    | Lökés    | Összesen | Helyezés |
| Versenyző | Versenyszám | Eredmény | Helyezés | Eredmény | Helyezés | Összesen | Helyezés |
| --------- | ----------- | -------- | -------- | -------- | -------- | -------- | -------- |
| Ivy Shaw  | +75 kg      | 85,0     | 12.      | 100,0    | 12.      | 185,0    | 12.      |

## Úszás
Férfi

| Versenyző    | Versenyszám | Előfutam | Előfutam | Előfutam | Elődöntő | Elődöntő | Elődöntő | Döntő   | Döntő    |
| Versenyző    | Versenyszám | Idő      | Hely.    | Össz.    | Idő      | Hely.    | Össz.    | Idő     | Helyezés |
| ------------ | ----------- | -------- | -------- | -------- | -------- | -------- | -------- | ------- | -------- |
| Carl Probert | 50 m gyors  | 23,31    | 2.       | 40.      | kiesett  | kiesett  | kiesett  | kiesett | kiesett  |
| Carl Probert | 100 m gyors | 51,42    | 1.       | 40.      | kiesett  | kiesett  | kiesett  | kiesett | kiesett  |